# Lacinipolia vaumedia
Lacinipolia vaumedia är en fjärilsart som beskrevs av Smith 1887. Lacinipolia vaumedia ingår i släktet Lacinipolia och familjen nattflyn. Inga underarter finns listade i Catalogue of Life.